# Nérée Arsenault
Pour les articles homonymes, voir Arsenault.
Nérée Arsenault, né le 28 août 1911 et mort le 18 janvier 1982, est un ingénieur forestier et homme politique fédéral du Québec.

## Biographie
Né à Bonaventure dans la région de la Gaspésie, Nérée Arsenault devient député du Parti progressiste-conservateur du Canada dans la circonscription de Bonaventure lors des élections de 1957. Il ne se représente pas lors des élections de 1958.
Il est mort à Lotbinière, dans la région de Chaudière-Appalaches, à l'âge de 70 ans.